# Präsidentschafts- und Parlamentswahl in Mexiko 2012
Die Präsidentschafts- und Parlamentswahl in Mexiko 2012 fand am 1. Juli statt. Gewählt wurden der Präsident, die 500 Mitglieder der Abgeordnetenkammer und die 128 Mitglieder des Senats.
Bei der Präsidentschaftswahl traten Enrique Peña Nieto (PRI), Josefina Vázquez Mota (PAN), Andrés Manuel López Obrador (PRD) und Gabriel Quadri de la Torre (Nueva Alianza, PANAL) gegeneinander an. Gewählt für die einmalige Amtsdauer von sechs Jahren wurde der Kandidat mit den meisten Stimmen. Ein zweiter Wahlgang ist im mexikanischen Wahlsystem nicht vorgesehen.
Nach dem vorläufigen Endergebnis gewann Enrique Peña Nieto die Wahl mit 38,15 Prozent der Stimmen. López Obrador, der Platz zwei belegte, legte daraufhin Klage bei der Nationalen Wahlbehörde IFE ein, da es bei der Wahl mehrere Verfassungsbrüche gegeben und die Gegenseite Stimmen im großen Stil eingekauft hätte. Die Wahlbehörde gab daraufhin am 4. Juli 2012 bekannt, die Stimmzettel aus 54,5 Prozent der Urnen neu auszählen zu lassen. Die Neuauszählung änderte aber nichts am Ergebnis und für Peña Nieto verblieben fast sieben Prozentpunkte Vorsprung auf López Obrador. Der PRD-Politiker hatte eine komplette Neuauszählung gefordert und gab an, dass es bei mehr als 113.000 der 143.000 Wahlurnen zu „Ungereimtheiten“ gekommen sei. Am 31. August 2012 erklärte das oberste mexikanische Wahlgericht Enrique Peña Nieto zum gewählten Präsidenten und wies die Forderung des unterlegenen López Obrador auf Annullierung der Wahl zurück.
Zeitgleich zur Präsidentschaftswahl wurden auch 300 Abgeordnete und 128 Senatoren in das mexikanische Parlament gewählt. Auf Ebene der Bundesstaaten wurden zudem 6 Gouverneure und 13 regionale Parlamente sowie ungefähr 400 Bürgermeister gewählt.

## Wahlkampf
Favorit für die Nachfolge von Felipe Calderón war Enrique Peña Nieto (PRI). Laut diversen Meinungsumfragen im Frühling 2012 konnte er im Durchschnitt mit 47 % aller Stimmen rechnen. Josefina Vázquez Mota von der amtierenden Regierungspartei PAN kam auf einen Anteil von 27 % und Andrés Manuel López Obrador (PRD) auf 24 %. Abgeschlagen mit 2 % Wähleranteil lag Gabriel Quadri de la Torre (PANAL) an letzter Position. 
Hauptsächliche Themen im Wahlkampf waren die schwache Wirtschaft und die akute Krise der inneren Sicherheit, insbesondere der Kampf gegen die organisierte Kriminalität (Drogenkrieg in Mexiko), die zu einer Verschlechterung der Lebensqualität geführt hatten.
Offiziell begann der Wahlkampf am 30. März 2012. Eine erste Fernsehdebatte mit den Präsidentschaftskandidaten fand am 6. Mai 2012 statt. Ab Mitte Mai 2012 kam es zu Demonstrationen von Studierenden aus privaten und öffentlichen Universitäten. Sie warfen Zeitungen und Fernsehsendern (vor allem Televisa und TV Azteca) vor, in ihrer Berichterstattung über die bevorstehende Präsidentschaftswahl den Kandidaten Enrique Peña Nieto und die PRI zu bevorteilen.

## Listen und Parteien

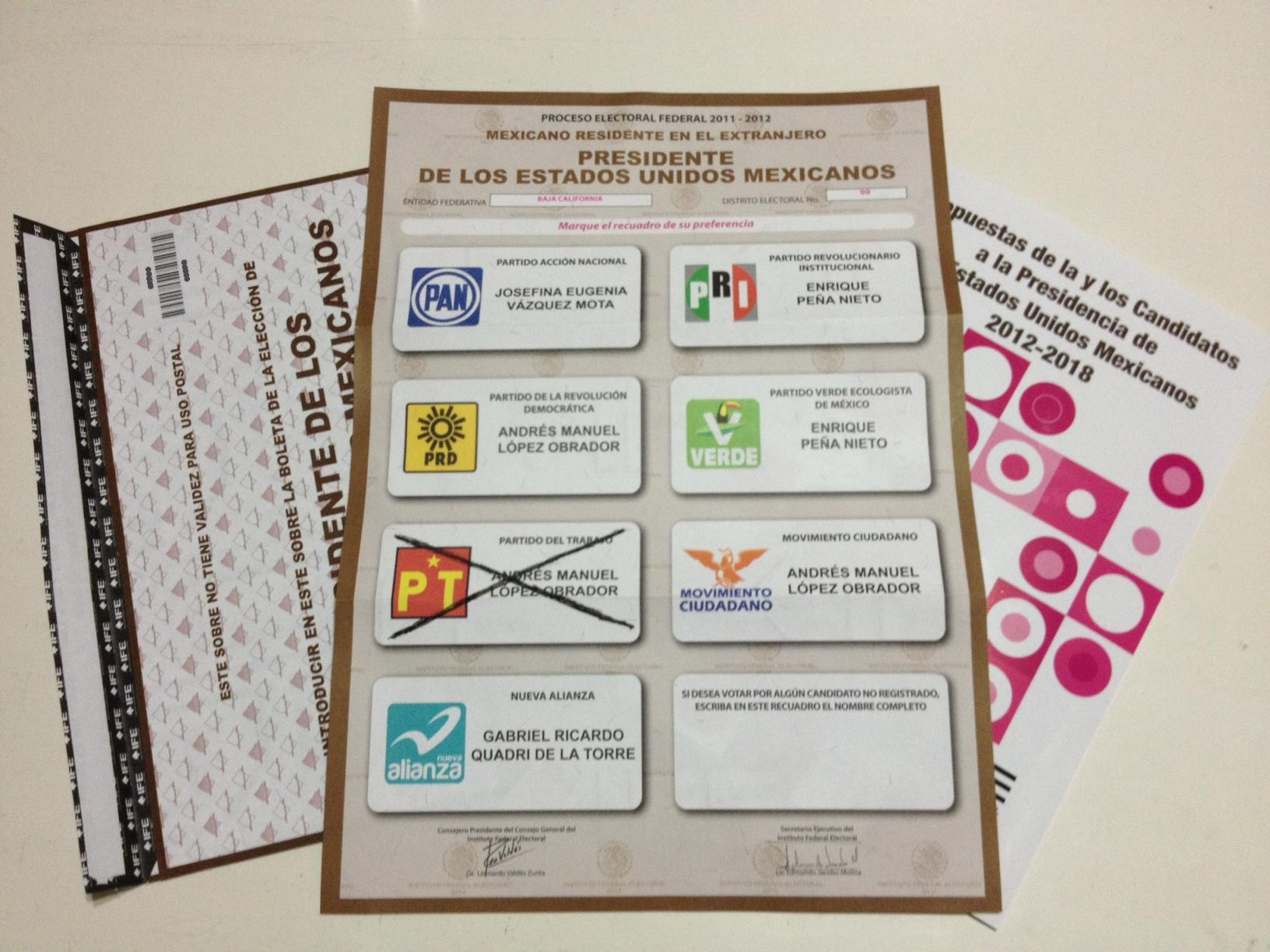
Stimmzettel

| Listen in dem Stimmzettel | Listen in dem Stimmzettel | Listen in dem Stimmzettel            | Wahlbündnis             | Präsidentschaftskandidaten | Präsidentschaftskandidaten  |
| ------------------------- | ------------------------- | ------------------------------------ | ----------------------- | -------------------------- | --------------------------- |
|                           |                           | Partido Revolucionario Institucional | Compromiso por México   |                            | Enrique Peña Nieto          |
|                           |                           | Partido Verde Ecologista de México   | Compromiso por México   |                            | Enrique Peña Nieto          |
|                           |                           | Partido de la Revolución Democrática | Movimiento Progresista  |                            | Andrés Manuel López Obrador |
|                           |                           | Partido del Trabajo                  | Movimiento Progresista  |                            | Andrés Manuel López Obrador |
|                           |                           | Movimiento Ciudadano                 | Movimiento Progresista  |                            | Andrés Manuel López Obrador |
|                           |                           | Partido Acción Nacional              | Partido Acción Nacional |                            | Josefina Vázquez Mota       |
|                           |                           | Partido Nueva Alianza                | Partido Nueva Alianza   |                            | Gabriel Quadri de la Torre  |

## Ergebnis
| Kandidaten                                    | Kandidaten                                         | Stimmen    | %    | Listen                               | Stimmen    | %    |
| --------------------------------------------- | -------------------------------------------------- | ---------- | ---- | ------------------------------------ | ---------- | ---- |
|                                               | Enrique Peña Nieto Compromiso por México           | 19.158.592 | 39,2 | Partido Revolucionario Institucional | 16.354.938 | 33,4 |
| Partido Verde Ecologista de México            | Enrique Peña Nieto Compromiso por México           | 19.158.592 | 39,2 | 2.803.654                            | 5,7        |      |
|                                               | Andrés Manuel López Obrador Movimiento Progresista | 15.848.827 | 32,4 | Partido de la Revolución Democrática | 11.122.251 | 22,7 |
| Partido del Trabajo                           | Andrés Manuel López Obrador Movimiento Progresista | 15.848.827 | 32,4 | 2.597.905                            | 5,3        |      |
| Movimiento Ciudadano                          | Andrés Manuel López Obrador Movimiento Progresista | 15.848.827 | 32,4 | 2.128.671                            | 4,4        |      |
|                                               | Josefina Vázquez Mota                              | 12.732.630 | 26,0 | Partido Acción Nacional              | 12.732.630 | 26,0 |
|                                               | Gabriel Quadri de la Torre                         | 1.146.085  | 2,3  | Partido Nueva Alianza                | 1.146.085  | 2,3  |
|                                               | Nicht registrierte Kandidaten                      | 20.625     | 0,0  | –                                    | 20.625     | 0,0  |
| Gesamt                                        | Gesamt                                             | 48.906.759 | 100  |                                      | 48.906.759 | 100  |
|                                               |                                                    |            |      |                                      |            |      |
| Ungültige Stimmen                             | Ungültige Stimmen                                  | 1.236.857  | 2,5  |                                      |            |      |
| Wähler                                        | Wähler                                             | 50.143.616 | 63,1 |                                      |            |      |
| Wahlberechtigte                               | Wahlberechtigte                                    | 79.492.286 |      |                                      |            |      |
|                                               |                                                    |            |      |                                      |            |      |
| Quelle: Tribunal Electoral del Poder Judicial |                                                    |            |      |                                      |            |      |

### Parlamentswahl

#### Abgeordnetenkammer
| Wahlbündnisse                                                                 | Wahlbündnisse                 | Listen                               | Direktstimmen | Direktstimmen | Direktstimmen | Listenstimmen | Listenstimmen | Listenstimmen | Mandate Gesamt |
| Wahlbündnisse                                                                 | Wahlbündnisse                 | Listen                               | Stimmen       | %             | Mandate       | Stimmen       | %             | Mandate       | Mandate Gesamt |
| ----------------------------------------------------------------------------- | ----------------------------- | ------------------------------------ | ------------- | ------------- | ------------- | ------------- | ------------- | ------------- | -------------- |
|                                                                               | Compromiso por México         | Partido Revolucionario Institucional | 15.892.978    | 33,6          | 158           | 15.960.086    | 33,6          | 49            | 207            |
| Partido Verde Ecologista de México                                            | Compromiso por México         | 3.045.385                            | 6,4           | 19            | 3.054.718     | 6,4           | 15            | 34            |                |
| ↳ Gesamt                                                                      | Compromiso por México         | 18.938.363                           | 40,0          | 177           | 19.014.804    | 40,0          | 64            | 241           |                |
|                                                                               | Movimiento Progresista        | Partido de la Revolución Democrática | 9.135.149     | 19,3          | 56            | 9.194.637     | 19,3          | 44            | 100            |
| Partido del Trabajo                                                           | Movimiento Progresista        | 2.286.892                            | 4,8           | 8             | 2.294.459     | 4,8           | 11            | 19            |                |
| Movimiento Ciudadano                                                          | Movimiento Progresista        | 1.992.102                            | 4,2           | 7             | 2.000.524     | 4,2           | 9             | 16            |                |
| ↳ Gesamt                                                                      | Movimiento Progresista        | 13.414.143                           | 28,4          | 71            | 13.489.620    | 28,4          | 64            | 135           |                |
|                                                                               | Partido Acción Nacional       | Partido Acción Nacional              | 12.885.414    | 27,2          | 52            | 12.960.875    | 27,3          | 62            |                |
|                                                                               | Partido Nueva Alianza         | Partido Nueva Alianza                | 2.031.486     | 4,3           | –             | 2.041.608     | 4,3           | 10            |                |
|                                                                               | Nicht registrierte Kandidaten | Nicht registrierte Kandidaten        | 41.120        | 0,1           | –             | 41.556        | 0,1           | –             |                |
| Gesamt                                                                        | Gesamt                        | Gesamt                               | 47.310.526    | 100           | 300           | 47.548.463    | 100           | 200           | 500            |
|                                                                               |                               |                                      |               |               |               |               |               |               |                |
| Ungültige Stimmen                                                             | Ungültige Stimmen             | Ungültige Stimmen                    | 2.465.307     | 5,0           |               | 2.494.300     | 5,0           |               |                |
| Wähler                                                                        | Wähler                        | Wähler                               | 49.775.833    | –             |               | 50.042.763    | –             |               |                |
|                                                                               |                               |                                      |               |               |               |               |               |               |                |
| Quellen: Tribunal Electoral del Poder Judicial, Direktstimmen – Listenstimmen |                               |                                      |               |               |               |               |               |               |                |

#### Senat
| Wahlbündnisse                                                                | Wahlbündnisse                 | Listen                               | Direktstimmen | Direktstimmen | Direktstimmen | Listenstimmen | Listenstimmen | Listenstimmen | Mandate Gesamt |
| Wahlbündnisse                                                                | Wahlbündnisse                 | Listen                               | Stimmen       | %             | Mandate       | Stimmen       | %             | Mandate       | Mandate Gesamt |
| ---------------------------------------------------------------------------- | ----------------------------- | ------------------------------------ | ------------- | ------------- | ------------- | ------------- | ------------- | ------------- | -------------- |
|                                                                              | Compromiso por México         | Partido Revolucionario Institucional | 15.600.165    | 33,1          | –             | 15.892.978    | 33,6          | –             | –              |
| Partido Verde Ecologista de México                                           | Compromiso por México         | 2.869.843                            | 6,1           | –             | 3.045.385     | 6,4           | –             | –             |                |
| ↳ Gesamt                                                                     | Compromiso por México         | 18.470.008                           | 39,2          | –             | 18.938.363    | 40,0          | –             | –             |                |
|                                                                              | Movimiento Progresista        | Partido de la Revolución Democrática | 9.265.578     | 19,6          | –             | 9.135.149     | 19,3          | –             | –              |
| Partido del Trabajo                                                          | Movimiento Progresista        | 2.325.913                            | 4,9           | –             | 2.286.892     | 4,8           | –             | –             |                |
| Movimiento Ciudadano                                                         | Movimiento Progresista        | 2.013.180                            | 4,3           | –             | 1.992.102     | 4,2           | –             | –             |                |
| ↳ Gesamt                                                                     | Movimiento Progresista        | 13.604.671                           | 28,8          | –             | 13.414.143    | 28,4          | –             | –             |                |
|                                                                              | Partido Acción Nacional       | Partido Acción Nacional              | 13.120.533    | 27,8          | –             | 12.885.414    | 27,2          | –             |                |
|                                                                              | Partido Nueva Alianza         | Partido Nueva Alianza                | 1.845.439     | 3,9           | –             | 2.031.486     | 4,3           | –             |                |
|                                                                              | Nicht registrierte Kandidaten | Nicht registrierte Kandidaten        | 130.612       | 0,3           | –             | 41.120        | 0,1           | –             |                |
| Gesamt                                                                       | Gesamt                        | Gesamt                               | 47.171.263    | 100           | 96            | 47.310.526    | 100           | 32            | 128            |
|                                                                              |                               |                                      |               |               |               |               |               |               |                |
| Ungültige Stimmen                                                            | Ungültige Stimmen             | Ungültige Stimmen                    | 2.755.674     | 5,5           |               | 2.465.307     | 5,0           |               |                |
| Wähler                                                                       | Wähler                        | Wähler                               | 49.926.937    | –             |               | 49.775.833    | –             |               |                |
|                                                                              |                               |                                      |               |               |               |               |               |               |                |
| Quellen: Tribunal Electoral del Poder Judicial Direktstimmen – Listenstimmen |                               |                                      |               |               |               |               |               |               |                |